# Петрово Село (Градишка)
Петрово Село је насељено мјесто на подручју града Градишка, Република Српска, БиХ. Према попису становништва из 1991. у насељу је живјело 358 становника.

## Становништво
| Демографија | Демографија | Демографија |
| Година      | Становника  | Становника  |
| ----------- | ----------- | ----------- |
| 1961.       | 451         |             |
| 1971.       | 417         |             |
| 1981.       | 392         |             |
| 1991.       | 357         |             |